# Leuchtfeuer Fischerbalje
Das Leuchtfeuer Fischerbalje steht am Kopf des Borkumer Leitdamms auf einer Dreibeinbake aus schwarzen Stahlpfählen, die 20 m ins Watt eingespült wurden. Die rotweiße runde Laterne ist aus Aluminium. Es bezeichnet die Fischerbalje und das Hubertgatt. Die Optik wurde von Außenrandzel übernommen.
Das Feuer wurde 1961 als Leit– und Quermarkenfeuer für die Ansteuerung Borkums installiert. Die Kennung lautete Oc(2).WRG.16s, die Tragweite lag im weißen Sektor bei 16 sm (29,6 km), im roten und grünen bei 16 sm (29,6 km). Anfahrende Schiffe halten dabei auf der Fahrt über die Außenems auf dieses Leuchtfeuer zu, bis sie vor dem Leitdamm ihren Kurs ändern müssen.
Im Spätsommer 2005 begannen am Leuchtfeuer umfangreiche Sanierungsarbeiten. Dabei wurde festgestellt, dass das Quermarken- und Leitfeuer aus nautischer Sicht entbehrlich geworden war. Es wurden die Sektoren entfernt und die bislang verwendete Optik durch einen Leuchtkranz aus weißen Leuchtdioden ersetzt, da der Wartungsaufwand deutlich geringer ist. Die Taktfolge des Feuers änderte sich nicht, so dass die Kennung seit 17. Januar 2006 auf Oc(2).W.16sec ist. Da es nun nur noch ein Orientierungsfeuer ist, reicht die Tragweite von 16 sm (29,6 km).